# Chaumont-sur-Loire

Chaumont-sur-Loire este o comună în departamentul Loir-et-Cher, Franța. În 1 ianuarie 2022 avea o populație de 1.091 de locuitori.